# Homburg (Saar) Hauptbahnhof
Homburg (Saar) Hauptbahnhof is een spoorwegstation in de Duitse plaats Homburg (Saar).   